# Greppel

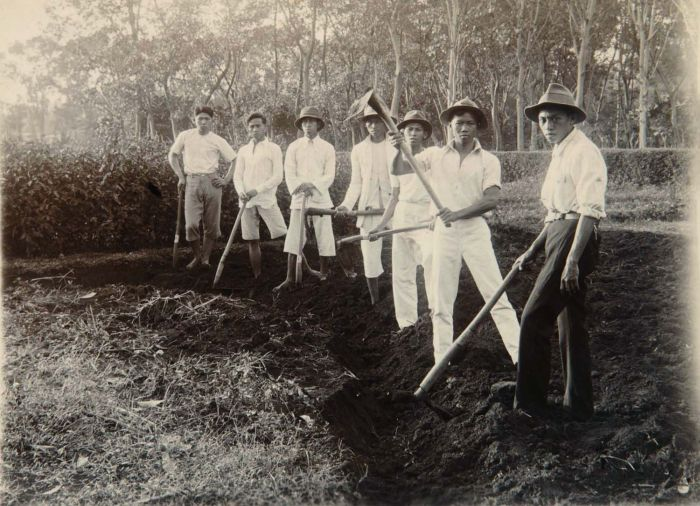
Groep jongens tijdens het graven van een greppel, collectie Wereldmuseum Amsterdam, ca. 1920

Een greppel is een lange en ondiepe gegraven geul in akkers en weilanden gebruikt om overtollig water naar een sloot af te voeren waardoor de grond minder drassig wordt. Planten, die anders verrotten en schimmelen, kunnen beter groeien op landbouwgrond voorzien van greppels. Ze zijn vooral nuttig in kleigrond omdat klei water moeizaam doorlaat. Greppels liggen vaak droog tijdens de zomermaanden. Greppels kunnen met de hand gegraven worden of machinaal aan de hand van een greppelfrees.